# Ґай Ґарднер
Ґай Даррін Ґарднер (англ. Guy Darrin Gardner), один із носіїв псевдоніма Зелений ліхтар (англ. Green Lantern) — супергерой, що з’являється в коміксах американського видавництва DC Comics, зазвичай у контексті Корпусу Зелених ліхтарів, членом якого він є. Крім того, Ґарднер входив до складу різних версій Ліги справедливості.
Персонаж неодноразово адаптувався для медіа поза межами коміксів, переважно у зв’язку з іншими Зеленими ліхтарями. У анімаційних проєктах Ґая Ґарднера озвучували Джеймс Арнольд Тейлор, Дідріх Бейдер та Трой Бейкер. У телевізійному пілотному випуску «Ліга справедливості Америки» роль Ґарднера виконав Меттью Сеттл. У межах кіновсесвіту DC персонажа втілить Натан Філліон — у фільмі «Супермен», другому сезоні серіалу «Миротворець» та в проєкті «Ліхтарі», усі з яких заплановано на 2025 рік.

## Історія публікації
Ґая Ґарднера створили Джон Брум і Ґіл Кейн у випуску Green Lantern (том 2) №59 (березень 1968 року). Однак у 1980-х роках персонаж зазнав суттєвих змін завдяки сценаристу Стіву Енґлгарту та художнику Джо Стейтону, які перетворили його на пародію мілітаристичного, надмірно маскулінного «справжнього американця». Саме ця інтерпретація стала архетиповою версією персонажа, яка зберігається й донині. На момент, коли Енґлгарт долучився до серії, головним героєм був Джон Стюарт. Сценарист поставив питання, чому кілька Зелених Ліхтарів не можуть бути активними водночас, після чого повернув Гала Джордана і оновив концепцію Ґая Ґарднера, якого вважав «абсолютно непотрібним персонажем». Коли оновлений Ґарднер здобув популярність, Енґлгарт висловлював жаль, що не створив нового героя, оскільки автори не отримували роялті за використання існуючих персонажів. Образ Ґая Ґарднера, за словами Джо Стейтона, був натхненний персонажем майором Рональдом Мерріком із телевізійного серіалу The Jewel in the Crown, — художник вбачав у Мерріковому почутті зверхності та прихованій образі риси, притаманні й Ґарднеру. Пізніше, у першому випуску першої сольної серії персонажа (з обкладинкою за жовтень 1992 року), Стейтон також створив новий, синій костюм Ґая Ґарднера. У межах цієї серії, яка з 17-го випуску отримала назву Guy Gardner: Warrior, герой поступово еволюціонує в більш уразливого та шляхетного персонажа. Сценарист Бо Сміт, який працював над більшістю випусків, вважав, що збереження Ґарднера виключно як агресивного і дратівливого героя зробить його одноманітним і нецікавим.

## Вигадана біографія
Ґай народився і виріс у Балтиморі разом зі своїми батьками, Роландом і Пеґґі Ґарднер. Його батько був алкоголіком і постійно бив його. Ґай старанно вчився в школі, намагаючись отримати схвалення батька, проте батько приділяв всю свою увагу лише його старшому братові, Мейсу. Протягом підліткового віку Ґай став малолітнім злочинцем. На шлях істинний його повернув його брат, нині офіцер поліції, і Ґай нарешті пішов до коледжу, отримавши там ступінь бакалавра з освіти та психології в Університеті Мічигану, де він також грав у футбол, поки не отримав травму, яка поклала кінець його кар'єрі. Після коледжу Ґай став соціальним працівником, займаючись справами ув'язнених та їх реабілітацією. Однак він кинув цю роботу через свою агресивну натуру, не вміючи стримуватися. Після цього він став вчителем, викладаючи дітям-інвалідам.

## Сили та здібності
До отримання кілець сили й активації його здібностей вулдаріанця, Ґай володів звичайними людськими здібностями. Він був дуже розумний, освічений, професійно грав у футбол, в результаті чого пошкодив коліно. Ґарднер — другий з Ліхтарів, що володіють відразу зеленим, жовтим і червоним кільцем сили. Коли він перебуває під владою будь-якого з цих кілець, він стає вкрай жорстоким, сильним і підступним противником. За його словами, його сила волі настільки велика і неконтрольована, що навіть кільце не може її стримати. Тому, коли Ґай не використовує кільце, воно постійно іскриться і блимає. Коли Ґай відкрив свої здібності вулдаріанського воїна, збільшилася його сила, витривалість, з'явилися навички володіння важкою і грубою зброєю, а також здатність до прискореного загоєння ран.